# پروتئین هسته‌ای
پروتئین هسته‌ای پروتئینی است که در هسته سلول یافت می‌شود. پروتئین‌ها با کمک کمپلکس منافذ هسته‌ای که مانعی بین سیتوپلاسم و غشای هسته‌ای است، به داخل هسته منتقل می‌شوند. ورود و خروج پروتئین‌ها از طریق کمپلکس منافذ هسته ای، نقش اساسی در تنظیم ژن و سایر عملکردهای زیستی دارد.